# ويليام رانكين بالارد
ويليام رانكين بالارد (بالإنجليزية: William Rankin Ballard)‏ هو شخصية أعمال أمريكي، ولد في 12 أغسطس 1847 في بيريسبورغ في الولايات المتحدة، وتوفي في 4 فبراير 1929 في سياتل في الولايات المتحدة.